# Robert de Umfraville (Adliger, † um 1145)

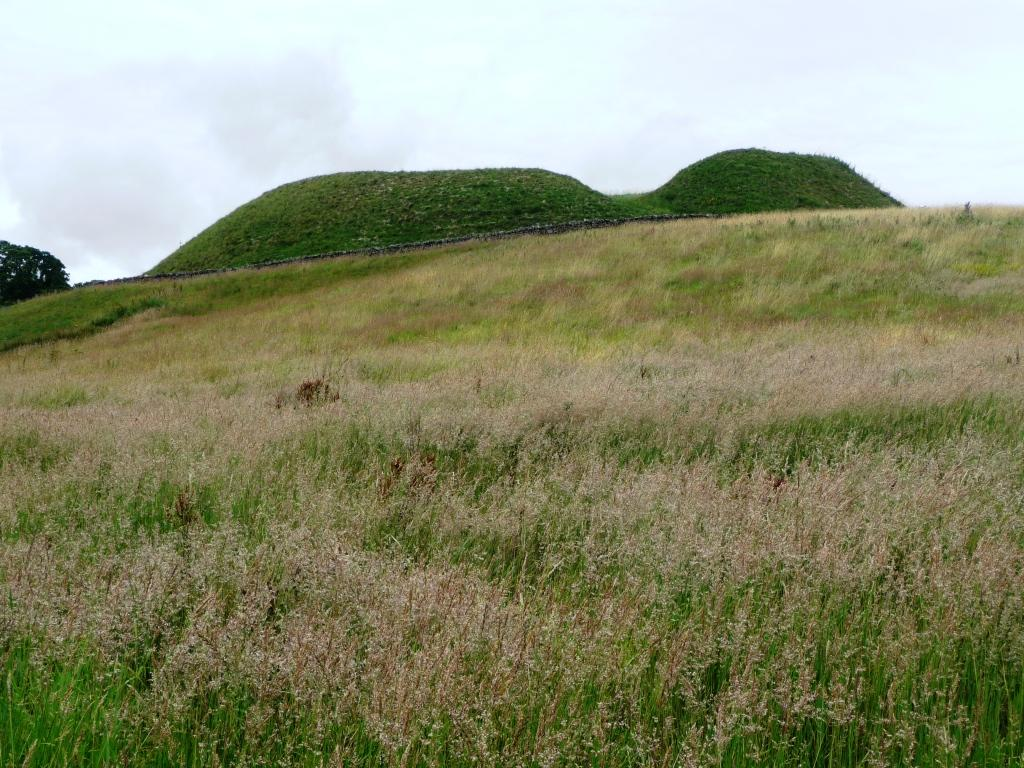
Elsdon Castle war erster Sitz der Umfravilles in Northumberland

Robert de Umfraville († um 1145) war ein anglo-schottischer Adliger.
Robert war vermutlich der Begründer der Familie Umfraville, die im Mittelalter zu den wichtigsten Adelsfamilien in den Scottish Marches gehörte. Vermutlich erhielt er von König Heinrich I. in den 1120er Jahren Prudhoe in Northumberland, wo er südlich des Tyne Prudhoe Castle zum Schutz der Straße zwischen Carlisle und Newcastle errichtete. Dazu wurde ihm die Aufgabe übertragen, das Tal von Redesdale zu befrieden, das unerschlossen war und als Rückzugsgebiet von Räubern diente. Hierfür errichtet er Elsdon Castle, das zunächst sein Hauptsitz wurde. Daneben war er auch in Schottland tätig. Um 1120 bezeugte er die Urkunde, mit der der spätere König David I. Selkirk Abbey gründete. Bis Mitte der 1140er Jahre bezeugte er für David und dessen Sohn Heinrich noch weitere Urkunden. Vermutlich gab ihm David I. Ländereien bei Kinnaird und Dunipace in Stirlingshire als Lehen.
Wahrscheinlich hatte Umfraville mindestens zwei Söhne:
- Odinel de Umfraville († um 1166)
- Gilbert de Umfraville († 1175)

Zunächst erbte sein Sohn Odinel seine Besitzungen, nach dessen Tod um 1166 wurde Gilbert, der vermutlich sein jüngerer Bruder war, zu dessen Erben.